# Chavuma
Adéta – miasto w Zambii, w prowincji Północno-Zachodniej, siedziba administracyjna dystryktu Chavuma.